# Hopalong Cassidy

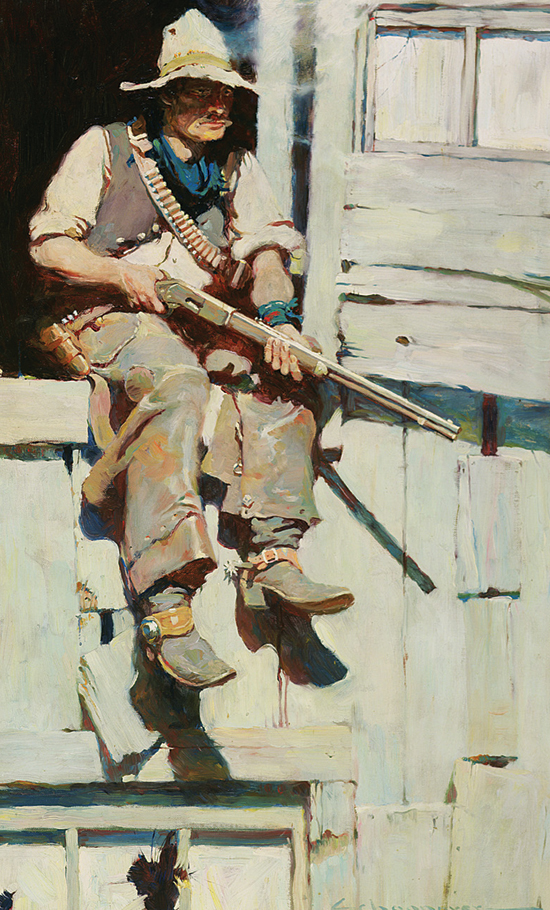
Hopalong Cassidy de acuerdo a la ilustración para el libro The Fight at Buckskin, por Frank Schoonover.

Hopalong Cassidy es un héroe cowboy ficticio, creado en 1904 por Clarence E. Mulford y que aparecía en una serie de relatos y novelas populares. En prensa escrita, el personaje aparecía con un carácter grosero, de hablar áspero y conducta desganada.

## Popularidad en el cine
A partir de 1935, el personaje, interpretado por William Boyd, se transformó en un héroe de corte impecable en una serie de 66 películas muy populares en los Estados Unidos, sólo unas pocas de las cuales se basaron en la obra de Mulford. Clarence Mulford de hecho reescribió sus historias anteriores a las películas para adaptarlas a la concepción de las mismas, y estas, a su vez, dieron lugar a un cómic inspirado en la serie de dichas películas.
Retratado en la pantalla como un defensor de la ley de pelo blanco, Bill "Hopalong" Cassidy, generalmente vestía de negro (incluido el sombrero, contradiciendo el viejo estereotipo de que en los western sólo los villanos llevaban sombrero negro). Era reservado y bien hablado, con un fino sentido del juego limpio. Era a menudo llamado a interceder cuando personajes deshonestos se aprovechaban de los ciudadanos honestos. "Hoppy" normalmente viajaba a través del oeste con dos compañeros: uno joven y expuesto a problemas y con una debilidad por las damiselas en peligro; y el otro cómico y torpe.
El joven era interpretado por James Ellison, Russell Hayden, o Rand Brooks. El veterano comediante de películas Andy Clyde como California Carlson, fue quien interpretó el papel del compañero cómico durante más tiempo, hasta el final de la serie.
Las películas de Hopalong Cassidy no fueron filmadas por los grandes estudios cinematográficos, sino por productores independientes, que proyectaban las películas a través de los estudios. La mayoría de los "Hoppies" -como eran conocidas las películas- se distribuyeron por Paramount Pictures con muy favorables retornos de inversión, y se destacaban por su rápida acción y excelente fotografía al aire libre (en general, por Russell Harlan). El productor Harry Sherman ansioso por hacer películas más ambiciosas trató de cancelar la serie, pero la demanda popular lo obligó a ir de nuevo a producción, esta vez para la United Artists. Sherman renunció a la serie de una vez por todas en 1944, pero el protagonista, William Boyd, quería mantenerlo en producción. Para ello, se jugó todo su futuro en Hopalong Cassidy, hipotecando prácticamente todo lo que poseía para comprar tanto los derechos del personaje del Mulford como las películas de Sherman.

## El primer western en televisión
Boyd reanudó la producción por sí mismo en 1946, con una gran reducción de los presupuestos, y siguió durante 1948, cuando los western tipo B, en general, estaban desapareciendo gradualmente. Boyd pensó que Hopalong Cassidy podría tener futuro en la televisión y se acercó a la joven cadena de televisión NBC para utilizar las viejas películas. Las primeras emisiones tuvieron tanto éxito que la NBC no pudo esperar para producir una nueva serie de televisión y simplemente reeditaron los viejos largometrajes para su emisión. A Boyd, propietario de los derechos de televisión de las películas, se le pagó US$ 250.000. El 24 de junio de 1949, Hoppy se convirtió en la primera serie de televisión del género western.
La exposición de televisión inició un enorme auge de la comercialización, y de hecho Boyd hizo millones por la concesión de licencias. La Mutual Broadcasting System comenzó a emitir una versión de radio de Hopalong Cassidy, con Andy Clyde como el sidekick, en enero de 1950, a finales de septiembre, el programa se trasladó a CBS Radio, donde quedó segundo en las mediciones de audiencia en 1952. También en 1950, Hopalong Cassidy presentó la primera lonchera con una imagen, llevando las ventas de Aladdin Industries saltar de 50.000 unidades vendidas el año anterior a 600.000 unidades vendidas. Hopalong Cassidy también apareció en la portada de revistas nacionales, como Look, Life y Time. En las tiendas había una línea de Hopalong Cassidy de vajilla para niños, así como patines, jabón, relojes de pulsera, y navajas Hopalong Cassidy. Hubo también una nueva demanda de funciones de Hopalong Cassidy en salas de cine, y Boyd dio licencia de emisión al distribuidor Film Classics de hacer nuevas copias de películas y publicidad. En 1950 Castle Films inició la fabricación de versiones condensadas para proyectores de 8mm y 16mm, que se vendieron hasta 1966.
Boyd comenzó a trabajar en una serie western de media hora hecha especialmente para la televisión. Edgar Buchanan era el nuevo sidekick, Red Connors. El tema musical para el programa de televisión fue escrito por el veterano de canciones Nació Herb Brown (música) y L. Wolfe Gilbert (letra). El programa quedó en el número 7 en 1949 según las mediciones de Nielsen. El éxito del programa inspiró nuevos programas western juveniles, incluyendo The Gene Autry Show y The Roy Rogers Show.
La empresa de Boyd, dedicada a Hopalong Cassidy (U. S. Television Office) sigue activa y ha colocado muchas de las presentaciones en DVD, muchos de ellos preparados por Film Classics.
Louis L'Amour escribió varias novelas de Hopalong Cassidy, que aún se siguen imprimiendo.